# 照顧者

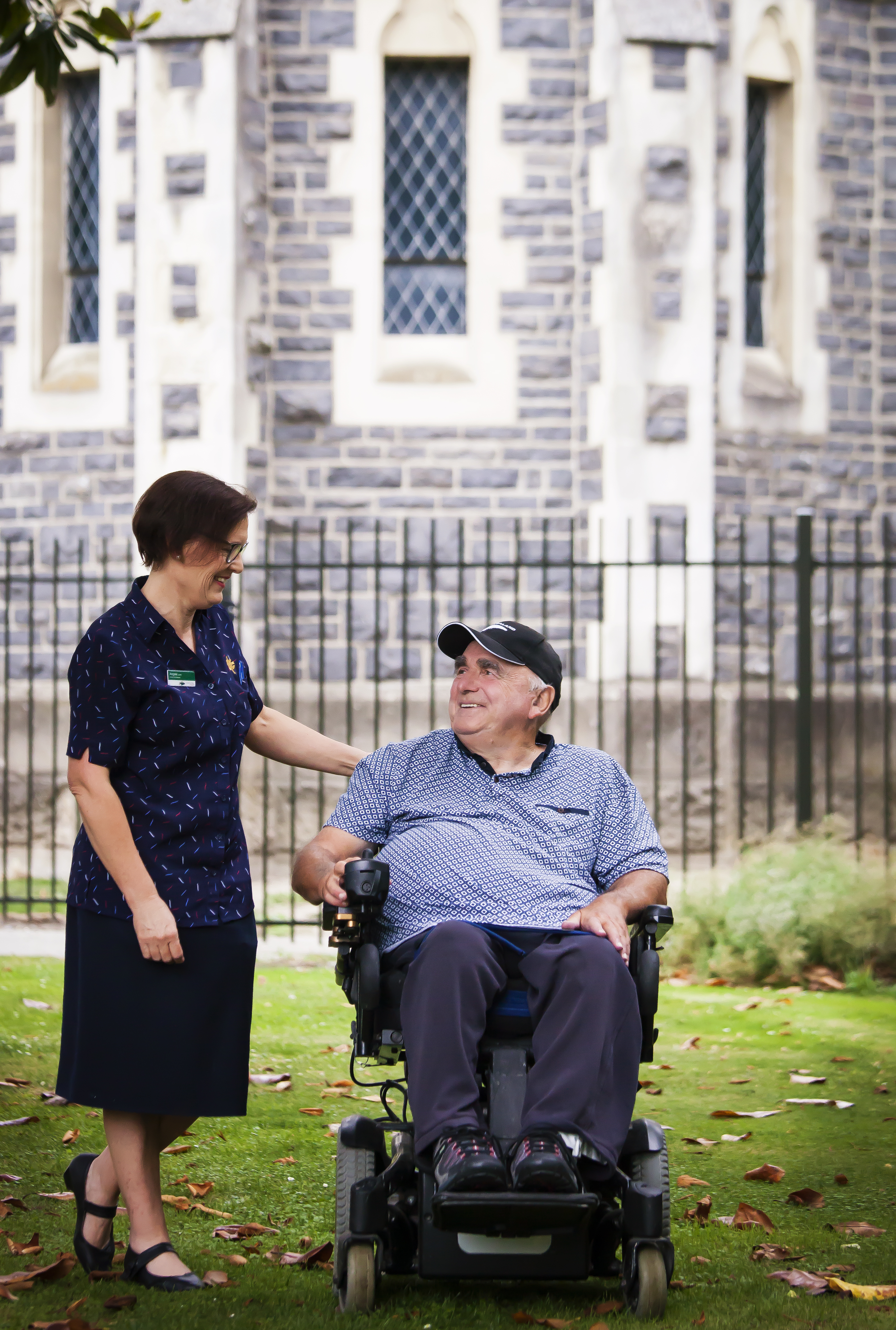
照顧者陪同療養院的住客到戶外放鬆心情

照顧者、照護者、看護者、介護者或關護者（英語：caregiver, carer），是在某個需要照顧者的社會網絡中，幫助他們維持日常生活的接觸者，一般是指協助老年、身心障礙、疾病或精神疾患的照顧人員。 照顧者可以是有償或無償的服務者，也可以是專業或非專業的照顧者。非專業照顧者由於沒有接受過專業培訓，所以通常被描述為非正式的看護（informal caregiving）；然而，非正式的看護可能會遇到不同的問題，而對彼此的健康、福祉和就業前景產生負面影響。
照顧者的典型職責可能包括：照顧患有慢性疾病或疾病的人；代表某人管理藥物，以及與醫護人員進行溝通；幫助體弱或身心障礙者洗澡、上廁所或穿衣服；或者，為無法獨自做事情的人處理家務和料理膳食，以及處理有關醫療保健的正式和非正式文件。
隨著發達社會的人口老齡化，越來越多老年人在家中接受家庭成員的照顧，無論是在功能和經濟層面，照顧者的作用都被認為是越來越重要，許多為被照顧者提供協助的組織，也為照顧者開發各種不同形式的支持。

## 意義
基本而言，照顧者是對無法完全照顧自己的人，承擔主要照顧責任的人。主要的照顧者可以是家庭成員、受過照護培訓的專業人員或其他社會工作人員。根據不同地區的法律和文化背景，有些家庭成員必須擔當照顧責任，這個概念在依附理論和家庭法中尤為重要，例如體現在法定監護和兒童撫養的方面。
一個人可能由於健康受損、喪失記憶、疾病發作、意外跌倒、焦慮抑鬱、陷落喪慟、身心障礙的各種狀況，而需要接受他人的照顧。

## 技能

### 基本原則
照顧者提供護理的一個基本原則，是要與被照顧者進行良好的溝通。  照顧者給予護理時，必須顧及被照顧者的尊嚴。 照顧者須要與護理人員及初級照護提供者保持聯繫，通常既是醫生或護士，並幫助被照顧者就他們的健康，以及影響日常生活的事項做出決定。
照顧者在提供護理的過程中，要負責管理自己、被照顧者和生活環境的衛生。 照顧者和被照顧者必須經常洗手，最大限度地減少感染風險。 如果被照顧者因定期注射而產生銳器廢物，那麼照顧者應該對此進行處理。 照顧者應當定期進行清潔工作，擦拭生活區域並洗濯衣物。
照顧者須要管理被照顧者的個人議程，特別是編排被照顧者的醫療預約。 照顧者還要安排日常的生活行程，例如管理復健任務及採購醫療保健產品。

### 監測
照顧者是與被照顧者保持密切聯繫的接觸者，所以應該以合理的方式，監測被照顧者的健康狀況。
有些被照顧者須要注意他們的呼吸，密切留意呼吸的變化，並且如果醫生建議照顧者注意某些事項，那麼應該按照醫生的指示監測患者。
有些被照顧者須要監測他們的體溫，如果需要這樣做，醫生會建議照顧者如何使用溫度計。 對於需要血壓監測、血糖監測或其他特定健康監測的患者，醫生會建議照顧者如何執行操作。 照顧者應該注意被照顧者的精神狀況，包括變得不快樂、孤僻、不感興趣、困惑或其他方面，不如他們以前那麼健康。 照顧者的職責是記錄任何異常情況，並及時與醫生分享資料。

### 維持個人的精神愉悅
心理健康和身體健康之間存在聯繫，身心干預可以通過改善心理健康，來達到增進身體健康。照顧者可以通過幫助被照顧者與他人交往、保持友誼、愛好和享受任何適當的體能鍛煉，來提高他們的生活質量。
照顧者應該鼓勵被照顧者走出戶外，由此產生適當的身心活動，獲得其所帶來的健康益處。根據被照顧者的個別情況，步行穿過社區或參觀公園，可能需要計劃並有些風險，但在可能情況下，這樣做都會有些好處。
根據被照顧者的個別情況，結識其他擁有類似狀況的人，可能對他們會有所幫助。 許多地方可以加入互助團體，社交俱樂部有舉辦藝術興趣課、文娛社交活動或遊戲，樂齡俱樂部組織的「一日遊」行程。

### 飲食協助
照顧者應該幫助被照顧者獲得均衡飲食，滿足被照顧者一切所需的食物熱量和營養需求。 這些幫助可能包括：根據營養師的建議提供人類營養、監測體重、解決吞嚥障礙、遵守飲食限制、協助使用任何營養補充品，以及安排愉快的用餐時間。
當被照顧者無法活動或臥床不起時，他們會面臨不健康飲食、獨居、生病、進食困難、受到藥物影響、鬱悶、感覺器官出現障礙、無法獲得他們喜歡的食物，或者有溝通的問題。 不良飲食會導致許多健康問題，包括感染風險增加、手術或傷口癒合時間變長、皮膚問題、日常生活活動有困難、疲勞和易怒。 老年人可能感覺不到口渴，須要定時提醒喝水。
吞嚥障礙通常會引起進食困難的問題，這種症狀在中風、帕金森氏症、多發性硬化症及失智症患者中尤其常見。 幫助吞嚥障礙者的最常見方法，是改變食物的質地，使其更柔軟易入口。 另一種方法是使用特殊的飲食設備，使他們更容易進食。 在某些情況之下，照顧者可以提供輔助餵食，通過將食物放在他們嘴裡，並耐心地幫助他們吞嚥食物。

### 協助管理藥物
照顧者在協助被照顧者居家管理藥物方面，發揮著至關重要的作用。慢性疾病患者可能有著複雜的藥物治療方案，在一天當中的不同時間，須要使用多種藥物和劑量。照顧者可以通過多種方式協助管理藥物，可能包括：藥房取藥、幫助使用韋伯斯特藥包（Webster-pak）或劑量盒等給藥輔助設備，或者在居家實際協助給藥。這些藥物可能包括片劑、乳膏、注射劑或液體藥物，診所的醫療提供者必要幫助指導照顧者，因為這些照顧者通常會在很長的一段時間，為家中患有慢性疾病的患者管理藥物。

## 家居變化

### 生活安排
當一個人需要獲得他人照顧時，被照顧者可能須要決定他們住在哪里，以及和誰住在一起。 彼此之間必須見面，這可能意味著被照顧者搬到與照顧者一起生活，或者照顧者搬到與被照顧者住在一起。 照顧者也有可能只是偶爾到訪，以及能夠提供遠程援助；或者，被照顧者能夠獨自前往他處，獲得所需的照料服務。
典型常見的例子，是長年獨自生活並開始變老的雙親，須要孩子們成為照顧者，那麼孩子們可能回去與父母同住，或是讓父母搬去與孩子們住在一起。

### 居家安全
被照顧者經常需要符合無障礙環境的居所，照顧者要檢查地板是否有導致跌倒的危險，是否有合適的溫度控制，以及方便易用的把手、家電開關和水龍頭旋鈕。 為了降低任何重大意外的風險，應該安裝煙霧探測器，並採取適當的物理安全措施，以確保居家安全。

## 複雜難題

### 停止不必要的治療
對於晚期癌症之類的絕症，可能已經沒有可以延長患者壽命，或者提高患者生活質量的疾病治療方法。這種情況之下，標準的醫療建議是讓照顧者與患者，聯同醫生進行醫療對話，瞭解接下來的治療將會帶來哪些風險和助益，並尋求姑息治療或臨終關懷的選擇。
絕症患者在臨終護理期間，照顧者可以協助患者討論不再需要的篩查項目。 在維持生命健康狀況中進行的篩查，例如結腸鏡檢查、乳腺癌篩查、前列腺癌篩查、骨密度篩查和其他測試，對於在生命末期不接受這些治療的人來說，可能都是無意義項目，患者在得知他們須要進行篩查時，往往會感到極度不安。 照顧者也可以對篩查的潛在好處及有用性進行討論，其中一個需要照顧者干預的案例，是與接受透析的患者進行交談，這些患者不能接受癌症治療，也無法從癌症篩查中受益，但他們仍然可以考慮接受篩查。
療養院中接受照顧的糖尿病患者，經常在使用滑尺量度胰島素（sliding-scale insulin）治療時遇到問題，即是根據患者的血糖使用不同量的胰島素。 對於接受照顧服務的患者，使用不同劑量的長效型胰島素（long-acting insulin）治療效果較差，如果須要例外施打劑量，則使用長效型胰島素並在一天中最重要的一餐之前，使用小劑量的滑動式胰島素進行糾正。
為個人制定預先護理計劃的時候，應該注意患者是否正在使用植入式心臟復律除顫器（ICD），並說明在何種情況下將其激活會違背患者的目標。 ICD是預防心臟病患者心律失常的設備，對於有長壽目標的人來說，這是一種救命設備；但在面臨生命結束時，照顧者、患者和醫療衛生提供者應該要討論是否停用這項設備。 因為對於臨終患者而言，這項設備很少能按預期防止死亡，在生命末期使用ICD可能會給患者帶來痛苦，並使任何看到患者經歷這種痛苦的人感到難受； 同樣，不應將ICD植入給任何不可能活超過一年的人。

### 應對失智症
失智症患者極需要照顧者的協助，但照顧者並不總是有足夠的指導，來使用針對患者的多種干預措施。2021年《應用老年學雜誌》對文獻進行系統回顧的結果發現，失智老人療養院的照顧者沒有足夠的工具或臨床指導，來解決失智症的行為和心理症狀（BPSD）以及正確的使用藥物。 與此同時，一些簡單的措施，例如與患者談論他們的興趣，可以改善失智症老人療養院住客的生活質量。英國國家健康研究所（NIHR）的一項研究計劃顯示，這些簡單措施能夠減少住客的焦慮和抑鬱，讓他們減少家庭醫生診治和住院機率，這也意味著該計劃可以就此節省成本。
失智症患者可能會變得焦躁不安或具有攻擊性，但使用抗精神病藥物治療這些行為改變，並不是一個可取的選擇，除非患者似乎可能傷害自己或他人。抗精神病藥物具有不良副作用，包括增加患糖尿病、肺炎、中風、認知技能障礙和精神錯亂的風險，因此應盡可能避免使用。替代方法是嘗試找出易怒和煩躁的原因，也許可以通過安排患者花更多時間進行社交或鍛煉，抗抑鬱藥也可能有所幫助；或者，嘗試其他選擇的照顧者可以提高患者的生活質量。
失智症患者可能會失去記憶和認知技能，多奈哌齊和美金剛胺等藥物可以減緩功能喪失，但對患者生活質量的益處很少，在某些情況下可能沒有任何益處。 此類藥物還具有許多不良副作用，使用這些藥物應該事先討論，並考慮患者的治療目標。 如果使用藥物的十二週後發現沒有達到目標，則應該停止使用藥物。
失智症患者可能會變得難以進食和吞嚥，有時會使用餵食管給患者進食，特別是當他們住在醫院或療養院的時候。，雖然餵食管可以幫助他們維持進食，但會帶來出血、感染、壓瘡和噁心等風險。 因此只要有可能，應該優先使用輔助餵食，握著他們的手幫他們進食，除了作為餵食管的更安全替代方法，還為彼此創造社交互動的機會，也讓被餵食者感到尊重和安慰。

### 行為改變
照顧者可以幫助被照顧者理解，以及應對他們的行為變化。
照顧者應盡可能幫助被照顧者，找到使用安眠藥的替代方法。 安眠藥對大多數人沒有太多好處，並且會產生副作用，包括導致記憶混亂問題、增加血栓風險和增加體重。 照顧者可以通過其他方式幫助被照顧者改善睡眠衛生，例如定期鍛煉、遵守睡眠時間表和安排寧靜舒適的睡眠場所。
照顧者應幫助被照顧者尋找替代方法，減少使用食慾興奮劑或食物熱量高的營養補充劑。 這些治療方法並未被證明比替代方法更有益處，卻確實有增加各種健康問題的風險。 使用食慾興奮劑的一種替代方法是提供社交支援，因為許多人在與他人分享食物時，會覺得吃起來更加愉快。 進食困難的人可能會喜歡照顧者從旁的輔助餵食。 根據具體情況，照顧者、患者和醫生可能會決定放棄任何飲食限制，例如低鈉飲食，並為患者提供他們喜歡吃的食物，儘管這些食物似乎會帶來不良的健康影響，但仍比食慾興奮劑更加可取。

## 促進自我照顧
自我照顧（Self-care）被定義為「通過健康促進實踐和管理疾病，來維持健康的過程。」 患者出於多種原因可以實施自我照顧，無論是應對疾病或受傷、管理慢性病、保持健康還是為了保護自己。 有許多不同的因素可能會影響自我照顧，僅舉幾例包括知識與教育背景、身體限制、經濟狀況、文化和社會支持。此外，自我照顧的過程可以單獨進行，也可以在照顧者的協助下進行。
「照顧者」於此可以指照顧患有慢性病的人，或是影響他人進行自我照顧行為的支持者。他們與患者的互動形成動態關係，這些關係因多種因素而異，包括疾病、合併症、依賴程度、個人關係和其他因素。夫妻關係經常會形成與彼此健康關聯的相互依賴關係，這些關係的密切動態可以影響自我照顧行為，並將其從「以自我為中心」的行為，轉變為「以關係為中心」的行為。 採用以關係為中心的態度，可以增強彼此進行自我照顧行為，並在此過程中獲得相互支持的動力。
多項研究表明，照顧者在促進患者自我照顧方面，發揮著重要作用。一項觀察「照顧者的支持性干預對心力衰竭患者的影響」研究發現，干預組的自我照顧行為得分更高，且具有統計意義。 另一項研究確定擁有較高的社會支持，是慢性阻塞性肺病患者改善功能，以及提高生活質量相關的主要因素之一； 較高的社會支持也對他們的身心健康，產生正面的影響。研究發現有照顧者照護的慢性阻塞性肺病患者，抑鬱率較低，肺康復度更高，即表示照顧者在影響患者復原方面，發揮著積極的作用。
如前所述，照顧者可以通過多種方式促進自我照顧。黎巴嫩的一項研究發現，以家庭為中心的自我照顧，有可能降低心力衰竭患者再次入院的風險。 此外，如果獲得家庭成員的支持，可以激勵患者進行充分的自我照顧，並提高對治療計劃的依從性。患者和疾病周圍的環境，被證明是改善臨床結果的重要因素。 具體而言，以家庭為中心的照顧者提供支持性干預，有助於改善不同患者的自我照顧行為。 當患者被要求描述家庭或照顧者支持的影響時，他們肯定這些支持者在保持藥物治療、飲食選擇和運動方面，所引起的關鍵作用。

### 臨床決策
儘管有自我照顧促進的證據，但照顧者在臨床接觸期間，始終未能得到充分利用。 照顧者可以為促進患者健康做出的貢獻，包括促進患者的獨立性和自我照顧。然而，儘管研究表明照顧者對患者自我照顧的日常和積極貢獻，以及他們提供想法、見解和擔憂的能力，但在慢性病照護管理的決策過程中，醫療保健提供者並沒有以更具意義的方式，讓照顧者參與其中。 忽視照顧者並將疾病負擔留在患者肩上，且可能阻止照顧者提供臨床有效護理，以及促進自我照顧所需的知識。
照顧者的看法和需求並不一致，很少被納入干預措施的設計和實施計畫。 《醫療保健期刊》發表的一份支持性研究得出結論，當照顧者參與到醫患接觸時，患者對臨床體驗的滿意度更高。 照顧者參與臨床決策過程的好處包括（但不限於）：更好地理解醫療保健提供者的建議、加強患者與提供者之間的溝通、更好地確定患者關注的優先級，以及照顧者對患者的情感支持。 這些好處對於自我照顧的表現至關重要。

## 照顧者的壓力
照顧慢性病家屬的負擔，可能會給照顧者帶來壓力，包括更多的精神消耗、增加身體健康問題的風險、較差的免疫力、和高血壓。 根據英國的一項研究顯示，幾乎三分之二照顧失智症患者的人會感到孤獨，參與這項研究中的大多數照顧者，是患者朋友的家人。
在家中長期照護失去自理能力家人的照顧者，例如配偶、年邁父母的子女和父母，實為國家經濟貢獻出巨額金錢。 但在大多數情況下，人們並沒有考慮或量化家庭照顧者的經濟貢獻；然而，伴隨著看不見和下落不明的經濟貢獻，照顧者的工作損失、機會損失和身心流失也變得嚴重。有些時候為生病的人提供食物，也是一種巨大的身體和精神壓力；就專業護理人員而言，經過幾十年的充分研究和記錄，這種精神壓力遠高於為家庭成員提供照顧的人。 照顧者為家庭成員提供照顧，尤其是為智障或精神疾病的伴侶提供照顧，精神緊張程度相當高，以至於照顧者本身會因為有高規格要求、缺乏工作安全和護理設備的非專業工作環境、安全問題和行為問題，而面臨複雜身心創傷的風險。
家庭照顧者的身體、情感和經濟壓力，可能帶給照顧者壓倒性的負擔，因此造成令人擔憂的結局。精神疾病患者可能會遭受到負責照顧者的暴力，老年人似乎也面臨類似的風險。 暫托服務（Respite）是家庭照顧者最常需求的服務，可以為面臨挑戰的家庭照顧者緩解壓力，在令人筋疲力盡的工作中，提供一個急需的暫時休息。然而，無論是針對老年或殘疾人士的暫托服務，都嚴重短缺、難以運作或令人負擔不起。關鍵重點是多數人認為家庭照顧者可以在家提供照顧與休息，很少關注他們想要暫托的短期需求。
如果沒有暫時休息的機會，不僅整個家庭會在經濟和情感上遭受痛苦，照顧者本身也可能因為持續照顧帶來的壓力，而面臨嚴重的健康和社會風險。美國聯邦基金調查19至64歲的家庭照顧者中，有五分之三健康狀況一般或較差、患有一種或多種慢性病及身體功能失常；相比之下，只有三分之一的非照顧者有這些狀況。
今日美國約有61,600,000人在家照顧家人，包括年邁的父母、配偶、殘疾或慢性病兒童。如果沒有這些家庭照顧者的貢獻，這些被照顧者大多數將要永久安置在醫療保健機構，並給社會造成巨大損失。
2021年考科藍評論報告，遠程提供的干預措施包括支援、培訓和資訊，可以減輕非正式護理人員的負擔，並改善他們的抑鬱症狀。 然而，研究結果基於26項研究的中等確定性證據，當中並沒有確定的證據表明，這些可以改善健康相關的生活質量。

## 照顧者和職業治療

### 無償照顧者的健康
無償照顧者，例如成年子女或配偶，經過會面臨身心壓力增加的風險。 照顧工作可能需要24/7的關注和監督，他們必將減少參與其他行事，例如有償工作和休閒的時間。 美國一項針對配偶照顧者對中風倖存者的作用研究中，許多無償照顧者提出報告，說他們的經歷非常令人筋疲力盡和具有挑戰性。 除此之外，與普通人群相比之下，配偶及其他無償照顧者出現身心健康問題的風險更高。 英國GP病患調查顯示，無償照顧者的健康狀況，明顯低於非照顧者的同年齡人。
事實證明，社會工作者和職業治療師的指導，有助於減少無償照顧者的焦慮，以及減輕他們的身心負擔。 職業治療師提供照顧者培訓，以促進自我照顧、整體健康、預防跌倒、家居改造和在地老化。職業治療干預的目標，是希望能夠減輕照顧者的照護負擔，典型的護理計劃始於「照顧者負擔量表」問卷、家庭環境風險評估及確定被照顧者的自主能力水平，以衡量減輕照顧者壓力所需要的資源。職業治療的基本框架，是基於參與有意義的任務，以促進心理、身體和情緒健康。
職業治療師還可以通過遠程醫療與諮詢服務，評估及進行某些干預措施。對於在遠程生活、工作或其他方式而無法獲得醫療保健的照顧者來說，這是一項至關重要的服務。其他醫療保健提供者越來越常向照顧者提供服務，例如心理諮詢師和社會工作輔導者。

## 社會與文化

### 不同國家的照顧者
照顧者在不同國家之間，有著不同的社會計畫及實踐方式。2004年2月27日，來自澳大利亞、英國、瑞典、荷蘭和美國的家庭照顧組織，發起創立國際照顧者組織聯盟（International Alliance of Carers Organizations, IACO）。該國際非政府組織的使命和目標是：提高對家庭照顧者的關注和尊重、促進各國之間分享照護計劃的最佳實踐方法、鼓勵及向有興趣發展家庭照顧者組織的國家提供援助。
IACO最初的項目包括宣傳聯合國照顧者日，並於2004年8月4日在新加坡舉行的國際老齡問題聯合會會議上作為半天研討會的部分內容，鼓勵所有國家的家庭照顧者組織加入聯盟。

### 照護認證
有些機構要求照顧者擁有合格認證，作為就業的條件，例如美國的療養院和輔助生活社區。美國大多數州都有照顧者資源中心，可以幫助尋找有信譽的照顧培訓班。在許多情況下，當地的大學、職業學校、紅十字會等組織，以及全國和地區的照顧者協會團體，都有提供基本的護理培訓。美國全國性的照顧者組織包括：全國家庭照顧和臨終關懷協會（NAHC）、家庭照顧者聯盟（FCA）和全國家庭照顧者協會（NFCA）。
以美國華盛頓州為例，要成為該州認證的家庭照顧助理，候選人需要完成家庭照顧助理申請，提供一份就業驗證（Employment Verification）表格；並且接受華盛頓州社會與健康服務部（DSHS）的犯罪背景調查，以及完成該部門批准的75小時基礎培訓課程；同時，通過家庭照顧助理的知識和技能認證考試。

### 社會心理
對患有後天殘疾的人進行非正式的護理，需要改變彼此的社會角色，這可能具有挑戰性。後天性殘疾人士要成為被照顧者，為獨立生活而奮鬥，並面臨社會污名的風險。 同時，家人和朋友要成為非正式的照顧者，這是一個要求高且通常不熟悉的角色。 適應這些角色變化是複雜的事情，照顧者和被照顧者經常要在一起生活，以避免污名化和抵消殘疾所帶來的後果。 然而，彼此都有經歷不同的現實、社會和情感需求，這也可能會破壞關係，造成分歧和誤解。
英國研究發現照顧者和被照顧者在許多事情上存在分歧，包括護理需求、風險壓力和知識水平。 同時發現比起被照顧者對自己的評價，照顧者對被照顧者的評價，大多以為其自理能力要更加低。 另外也發現家庭成員想要以從旁支持，作為重點強化的干預措施；然而，被照顧者則更加強調促進獨立的干預措施。許多分歧集中在照顧者的身上，特別是當他們過度的保護、阻礙、獨斷和自負的時候。
有些研究認為，這些分歧和誤解的部分原因，源於照顧者隱瞞護理需求。 照顧者經常隱瞞照顧的需求，以使被照顧者感覺更加獨立。 但是，這可能會導致被照顧者誤以為他們有超乎實際的自主，從而導致一系列的誤解。也有些研究認為，隱瞞照顧負擔的照顧者，最終可能會破壞他們自己的身份，因為他們沒有獲得創造積極身份所必需的社會認可，使他們付出的辛勞變得無形。 這被稱為「照顧約束」（caregiving bind），即照顧者隱瞞照顧需求以保護和支持被照顧者的身份，最終可能會破壞自己的照顧身份。

### 經濟
照顧者作為無償工作完成的工作量，遠超過作為僱傭工作完成的工作量。 例如，美國於1997年的一項研究估計，無償照顧的勞動價值為196,000,000,000美元（相等於2024年的約383,914,593,700美元），而在正式的家庭保健工作部門產生32,000,000,000美元（相等於2024年的約62,679,933,700美元），療養院護理產生83,000,000,000美元（相等於2024年的約162,576,077,900美元）。 這意味著，在此領域投入支持提高照顧者效率和功效的社會計劃，使得照顧者易於獲取所需的資源，將為社會帶來巨大的利益。

### 術語
英國照顧者組織（Carers UK）將「照顧者」這個術語，定義為「通過無償照顧患病、體弱或殘疾的家庭成員、朋友或伴侶的人。」這個詞語可以加上不同前綴，如：住家、家庭、配偶、孩童、父母、年輕和成人，以區分不同照顧者的特質，也可以區分他們最終是自付工資的照顧者，或是聘僱的個人照護助理（PCA）。由於照顧弱勢親人或朋友的繁重要求與責任，實際上大約有半數的照顧者，被排除在其他有償工作之外。「照顧者」一詞也可能用於表示有償、受僱、簽約的看護工作者。
家屬護理（Dependent care）即是「照顧受撫養人」（care of a dependent），也是用於提供幫助的術語。成年人在撫養自己孩子之外，同時還要照顧年邁父母，通常被稱為「三明治世代」。
偶爾也會使用「義務照顧者」（voluntary caregiver）和「非正式照顧者」（informal carer）等術語，但這些術語被照顧者批評為用詞不當，因為這些描述可能暗示缺乏更好的選擇，輕視親屬照顧關懷家庭成員，可能對個人生活產生的巨大影響。

## 另見
- 老人照護
- 家庭照顧者（英语：Family caregivers）
- 風險的尊嚴（英语：Dignity of risk）

## 延伸閱讀
- Dorling Kindersley.  1st American. New York: Dorling Kindersley. 2013. ISBN 978-1-4654-0216-5.
- Mitnick, S.; Leffler, C.; Hood, V.; American College of Physicians Ethics, P. A. H. R. C. . Journal of General Internal Medicine. 2010, 25 (3): 255–260. PMC 2839338 . PMID 20063128. doi:10.1007/s11606-009-1206-3.
- Carol Levine, ed. (2004) Always On Call: When Illness Turns Families into Caregivers (2nd ed.), Vanderbilt University Press for the United Hospital Fund （页面存档备份，存于）. ISBN 0-8265-1460-X
- Dr. Marion Somers Elder Care Made Easier: Doctor Marion's 10 Steps to Help You Care for an Aging Loved One, Addicus Books, 2006. ISBN 1-886039-80-1
- Joyce Cavaye (2006) Hidden Carers, Dunedin Press, Edinburgh, ISBN 1-903765-66-8
- Bonnie Campbell McGovern (2007) Taking Care of Barbara: A Journey Through Life and Alzheimer's and 29 Insights for Caregivers. ISBN 0-595-40536-3 OCLC 145511953
- Ann Burack-Weissi, "The Caregiver's Tale: Loss and Renewal in Memoirs of Family Life", Journal of Marriage and Family, 69, no. 1 (2007): 271-272 ISSN 0022-2445
- Sylvia Barron Baca (2007) Caregiver Daily Journal Gardners Books ISBN 1-4303-2102-4 OCLC 176917554
- Maria M Meyer, Derr RN, Stanley, Tandberg (2014).  Caregiving in the Comfort of Home: A Complete Guide for Caregivers.  CareTrust Publications.  ISBN 978-0-9851391-5-5

## 外部連結
- 照顧者資訊網 Carers.hk
- Becoming a Family Caregiver （页面存档备份，存于）, a guide available in English, Spanish, Chinese, and Russian